# Venomous Rat Regeneration Vendor
Venomous Rat Regeneration Vendor – piąty album heavymetalowego artysty Roba Zombie. Został wydany 23 kwietnia 2013 roku, cztery dni po premierze filmu wyreżyserowanego przez Zombie, The Lords of Salem. Singlem promującym album został utwór Dead City Radio and the New Gods of Supertown, wydany 5 marca 2013 roku.

## Lista utworów
1. "Teenage Nosferatu Pussy" – 4:33
2. "Dead City Radio and the New Gods of Supertown" – 3:28
3. "Revelation Revolution" – 3:10
4. "Theme for the Rat Vendor" – 1:01
5. "Gong Gang Gong De Do Gong De Laga Raga" – 3:19
6. "Rock and Roll (In a Black Hole)" – 4:14
7. "Behold, the Pretty Filthy Creatures!" – 2:55
8. "White Trash Freaks" – 3:12
9. "We’re an American Band" (cover Grand Funk Railroad) – 3:29
10. "Lucifer Rising" – 3:18
11. "The Girl Who Loved the Monsters" – 3:56
12. "Trade in Your Guns for a Coffin" – 2:10